# Nakasendo

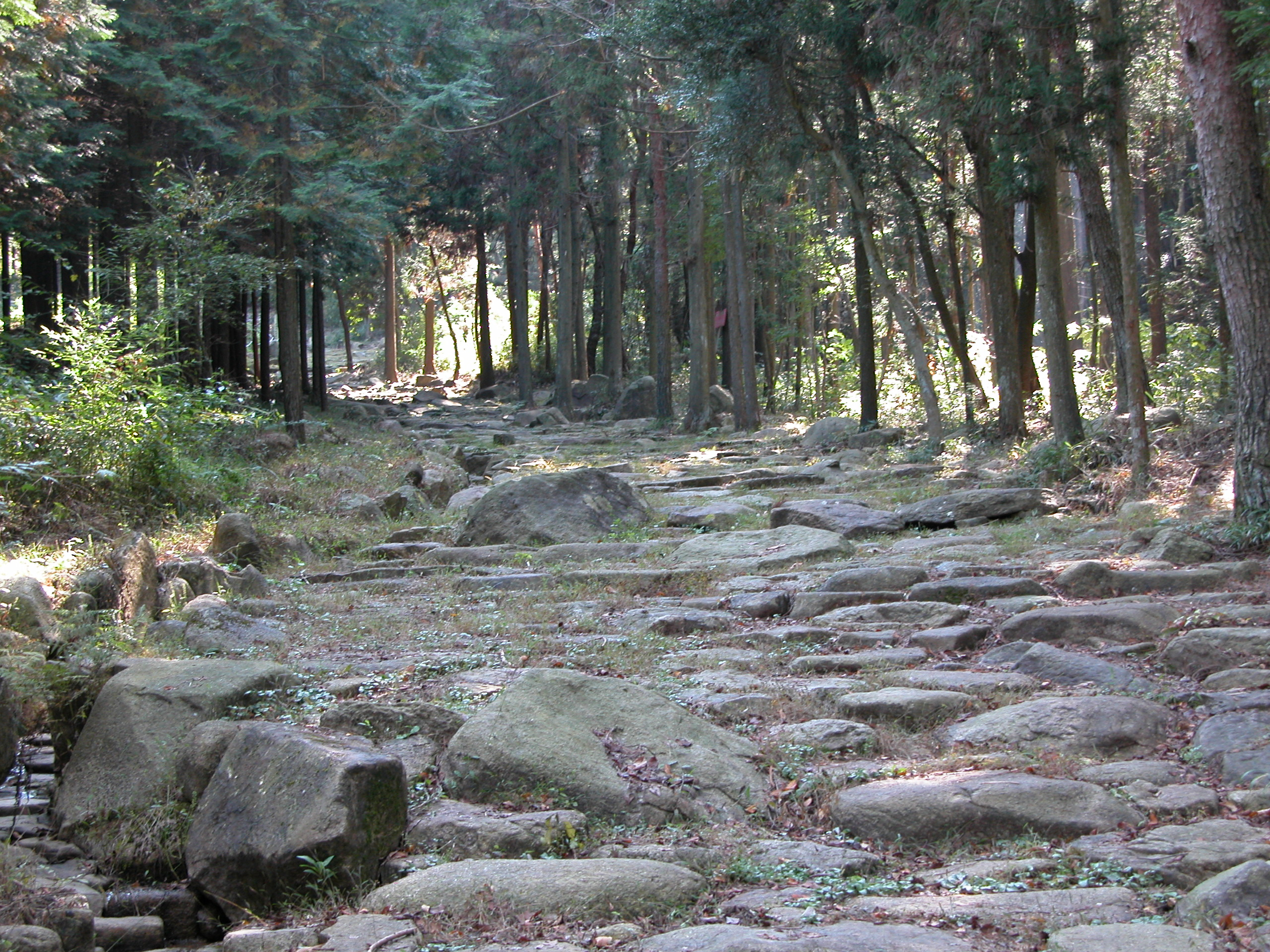
Originele ishidatami (stenen bestrating) van de Nakasendō.

De Nakasendō (Japans: 中山道, lett. 'weg over de centrale bergen') was een hoofdweg in Japan, een van de twee gokaidō die Edo (het huidige Tokio) verbond met Kioto. Deze 532 km lange weg met 69 halteplaatsen liep meer landinwaarts dan de meer bekende en kortere Tōkaidō en had als voordeel dat er minder rivieren overgestoken hoefden te worden.
De route liep door de toenmalige provincies Musashi, Kōzuke, Shinano, Mino en Ōmi.

## Pre-Nakasendō
Rond het begin van de zevende eeuw ontwikkelde het gebied waardoor uiteindelijk de Nakasendō zou lopen zich. De Kinai (het tegenwoordige Kansai) met de toenmalige hoofdstad werd verbonden met de hoofdsteden van de provincies op de centrale bergketen van noordelijk Honshū.
In de Sengoku-periode werden de provincies van het centraal noord Honshū beheerst door de clans Takeda (provincie Kai), Ogasawara (provincie Shinano), Kanamori (provincie Hida) en Oda (provincie Mino). Om deze provincies met de kustregio te verbinden (en de troepen van Takeda met die van die van Oda) werd een systeem van wegen opgezet. Deze wegen komen grofweg overeen met de tegenwoordige nationale autowegen 52, 151, 153 en 22.

## Opbouw van de Nakasendō
Het begin van de Edoperiode was een tijd van vele politieke, juridische, culturele en intellectuele veranderingen. Een daarvan was de vernieuwing van het duizend jaar oude wegensysteem van Japan. De Nakasendō was een van de hoofdroutes voor gebruik door de shogun en de daimyo. Vóór de opbouw van de Nakasendō waren er al vele kortere routes tussen belangrijke steden. Een van die kortere routes was de Kisoji, waarvan alle elf halteplaatsen ook halteplaatsen werden van de Nakasendō (van de Niekawa-juku tot de Magome-juku).
In de Edoperiode werd Nakasendō geschreven als 中山道 of als 中仙道. Het Tokugawa-shogunaat besloot in 1716 tot 中山道 als de officiële naam.

## De lijst van halteplaatsen

### Tokyo

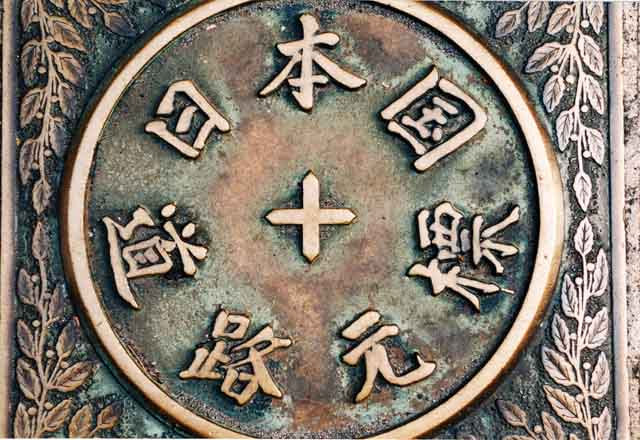
Startpuntmarkering in Nihonbashi

Starthalteplaats: Nihonbashi  (日本橋) (Chūō, Tokio)
1. Itabashi-shuku (Itabashi)

### Prefectuur Saitama

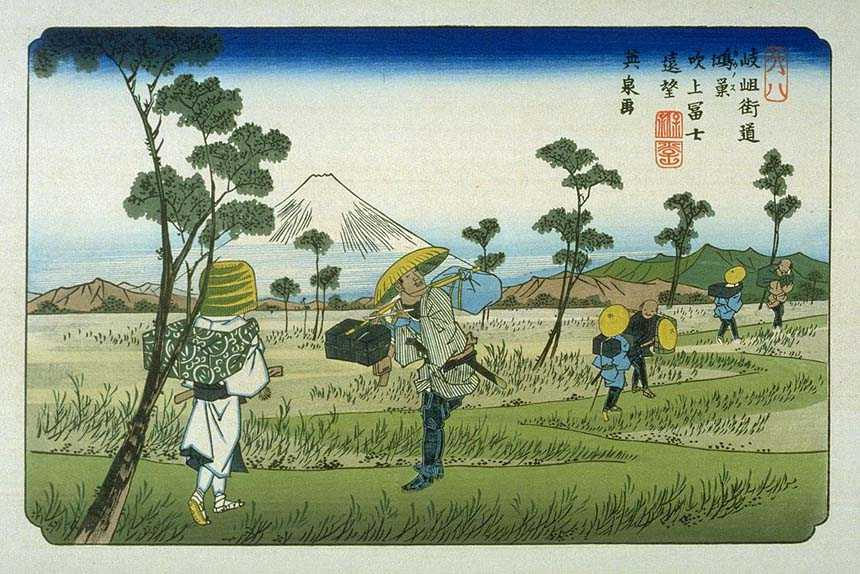
Kōnosu-shuku door Keisai Eisen uit de The Sixty-nine Stations of the Kiso Kaidō serie

2. Warabi-shuku (Warabi)
3. Urawa-shuku (Chūō-ku, Saitama)
4. Ōmiya-shuku (Ōmiya-ku, Saitama)
5. Ageo-shuku (Ageo)
6. Okegawa-shuku (Okegawa)
7. Kōnosu-shuku (Kōnosu)
8. Kumagai-shuku (Kumagaya)
9. Fukaya-shuku (Fukaya)
10. Honjō-shuku (Honjō)

### Prefectuur Gunma

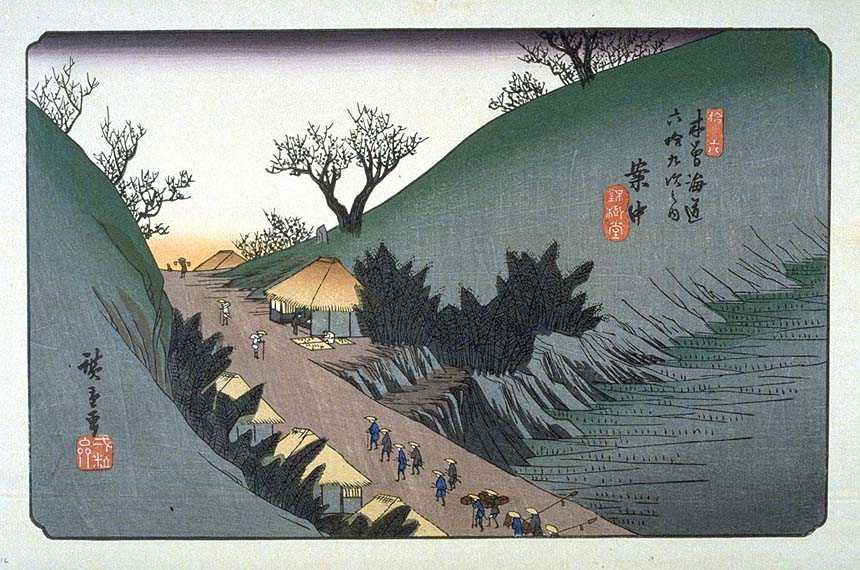
Annaka-shuku door Ando Hiroshige

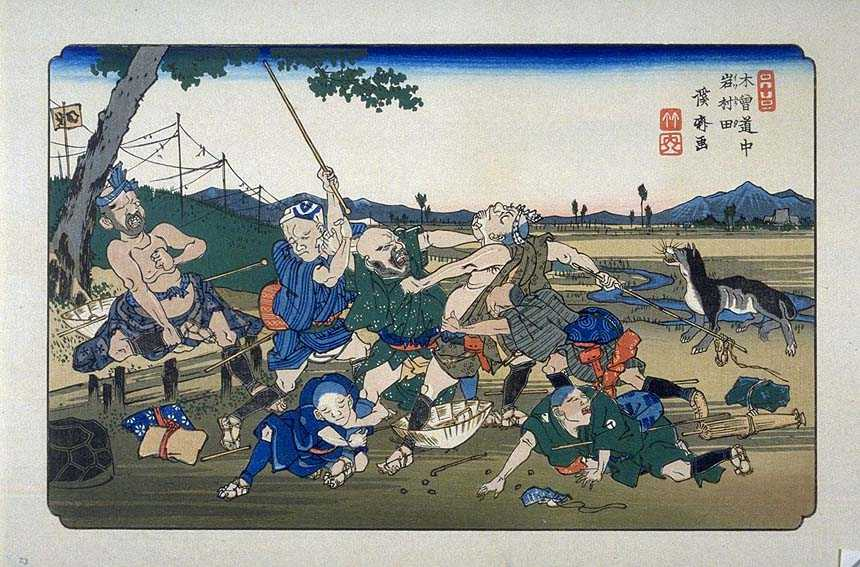
Iwamurada-shuku door Eisen

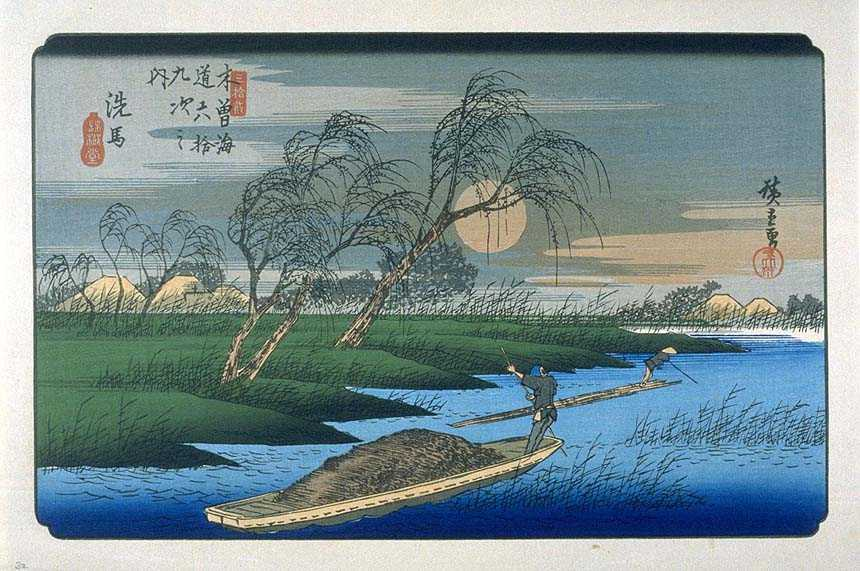
Seba-juku door Hiroshige

11. Shinmachi-shuku (Takasaki)
12. Kuragano-shuku (Takasaki) (maakt ook deel uit van de Nikkō Reiheishi Kaidō)
13. Takasaki-shuku (Takasaki)
14. Itahana-shuku (Annaka)
15. Annaka-shuku (Annaka)
16. Matsuida-shuku (Annaka)
17. Sakamoto-shuku (Annaka)

### Prefectuur Nagano

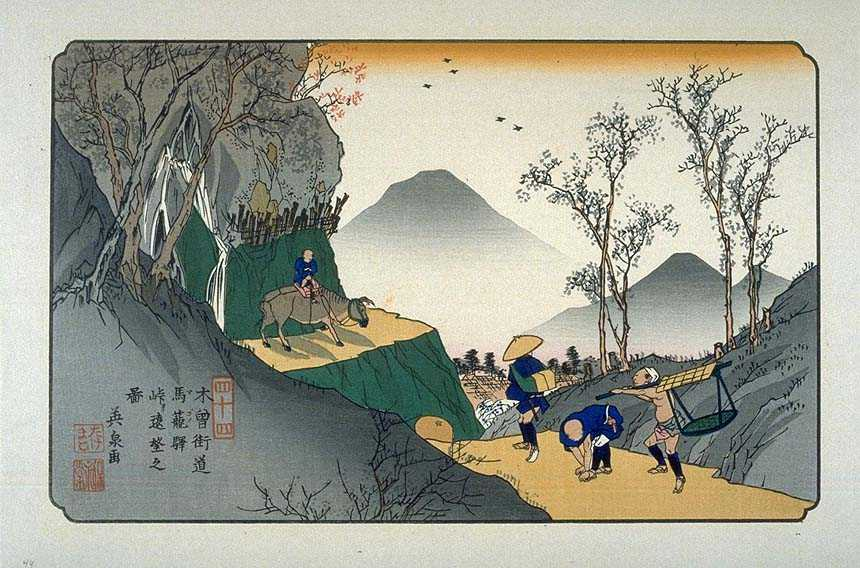
Magome-juku door Eisen

18. Karuisawa-shuku (Karuizawa, district Kitasaku)
19. Kutsukake-shuku (Karuizawa, district Kitasaku)
20. Oiwake-shuku (Karuizawa, district Kitasaku)
21. Otai-shuku  (Miyota, district Kitasaku)
22. Iwamurada-shuku (Saku)
23. Shionada-shuku (Saku)
24. Yawata-shuku (Saku)
25. Mochizuki-shuku (Saku)
26. Ashida-shuku (Tateshina, district Kitasaku)
27. Nagakubo-shuku (Nagawa, district Chiisagata)
28. Wada-shuku (Nagawa, district Chiisagata)
29. Shimosuwa-shuku (Shimosuwa, District Suwa) (maakt ook deel uit van de Kōshū Kaidō)
30. Shiojiri-shuku (Shiojiri) (maakt ook deel uit van de 'Zoutweg' (塩の道, Shio no Michi))
31. Seba-juku (Shiojiri)
32. Motoyama-juku (Shiojiri)
33. Niekawa-juku (Shiojiri)
34. Narai-juku (Shiojiri)
35. Yabuhara-juku (Kiso (dorp), district Kiso)
36. Miyanokoshi-juku (Kiso (gemeente), district Kiso)
37. Fukushima-juku (Kiso (gemeente), district Kiso)
38. Agematsu-juku (Agematsu, district Kiso)
39. Suhara-juku (Okuwa, district Kiso)
40. Nojiri-juku (Okuwa, district Kiso)
41. Midono-juku (Nagiso, district Kiso)
42. Tsumago-juku (Nagiso, district Kiso)

### Prefectuur Gifu

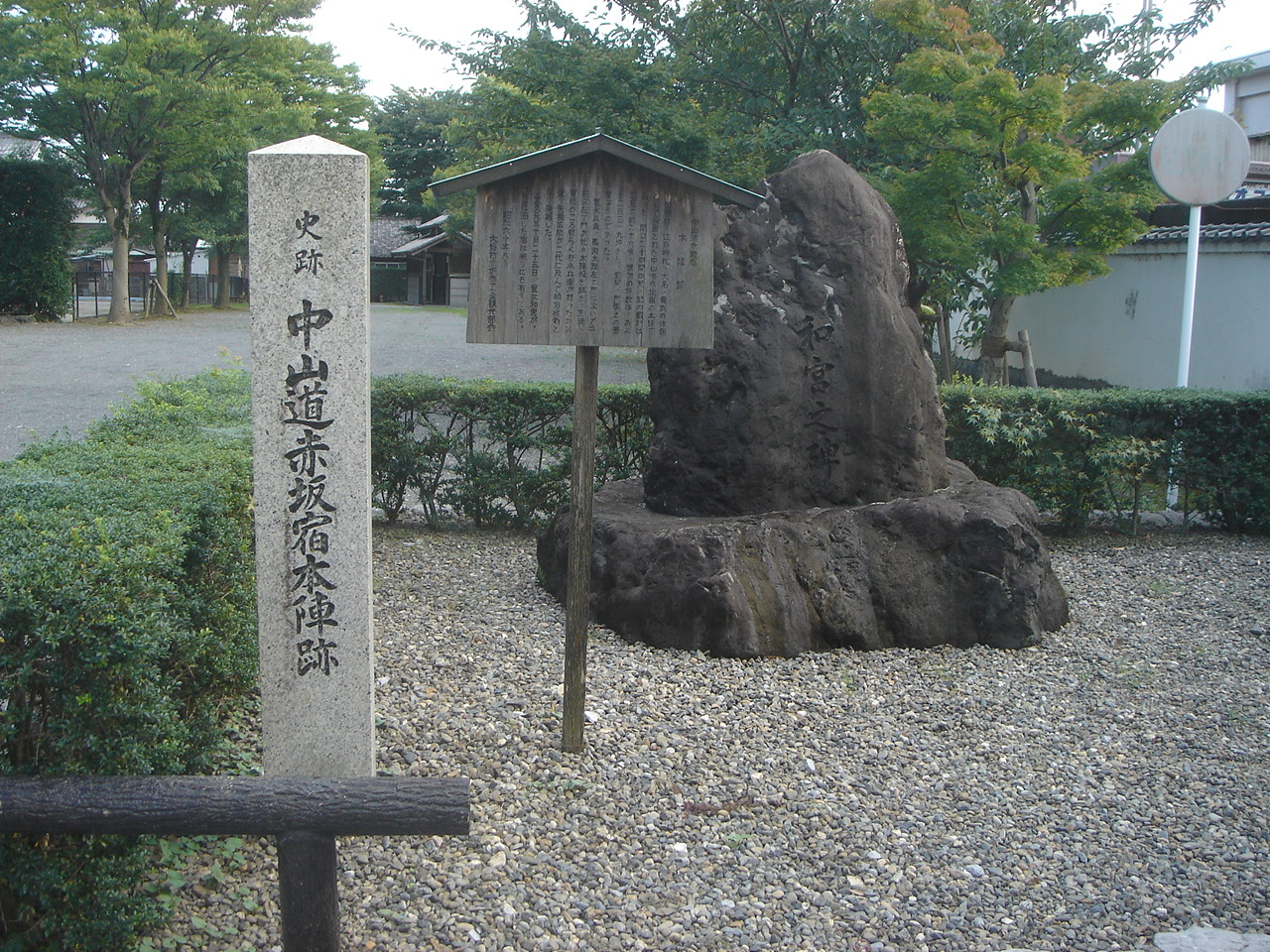
Markering van de locatie van de honjin in Akasaka-juku

43. Magome-juku (Nakatsugawa)
44. Ochiai-juku (Nakatsugawa)
45. Nakatsugawa-juku (Nakatsugawa)
46. Ōi-juku (Ena)
47. Ōkute-juku (Mizunami)
48. Hosokute-juku (Mizunami)
49. Mitake-juku (Mitake, district Kani)
50. Fushimi-juku (Mitake, district Kani)
51. Ōta-juku (Minokamo)
52. Unuma-juku (Kakamigahara)
53. Kanō-juku (Gifu)
54. Gōdo-juku (Gifu)
55. Mieji-juku (Mizuho)
56. Akasaka-juku (Ōgaki)
57. Tarui-juku (Tarui, district Fuwa)
58. Sekigahara-juku (Sekigahara, district Fuwa)
59. Imasu-juku (Sekigahara, district Fuwa)

### Prefectuur Shiga

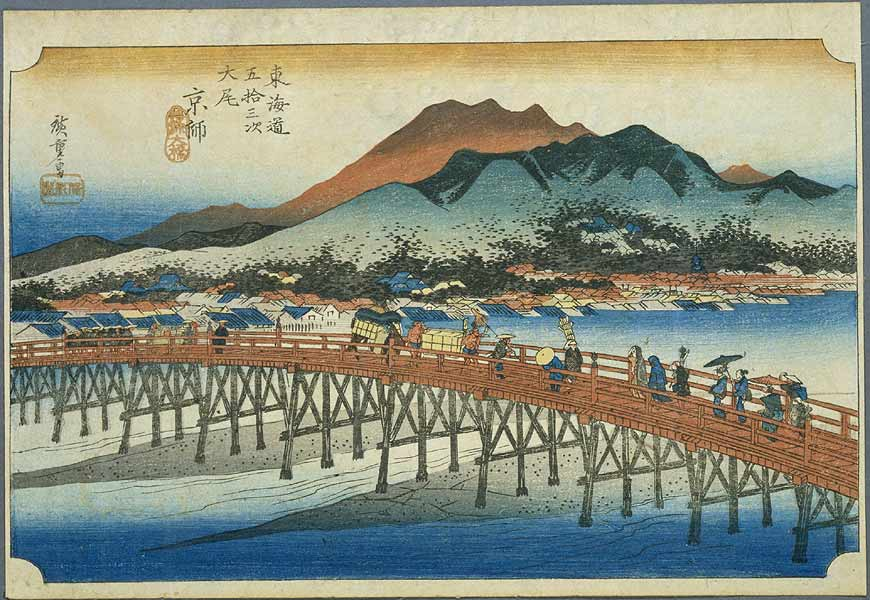
Sanjō Ōhashi door Hiroshige

60. Kashiwabara-juku (Maibara)
61. Samegai-juku (Maibara)
62. Banba-juku (Maibara)
63. Toriimoto-juku (Hikone)
64. Takamiya-juku (Hikone)
65. Echigawa-juku (Aishō, district Echi)
66. Musa-juku (Ōmihachiman)
67. Moriyama-juku (Moriyama)
68. Kusatsu-juku (Kusatsu) (maakt ook deel uit van de Tōkaidō)
69. Ōtsu-juku (Otsu) (maakt ook deel uit van de Tōkaidō)

### Prefectuur Kioto

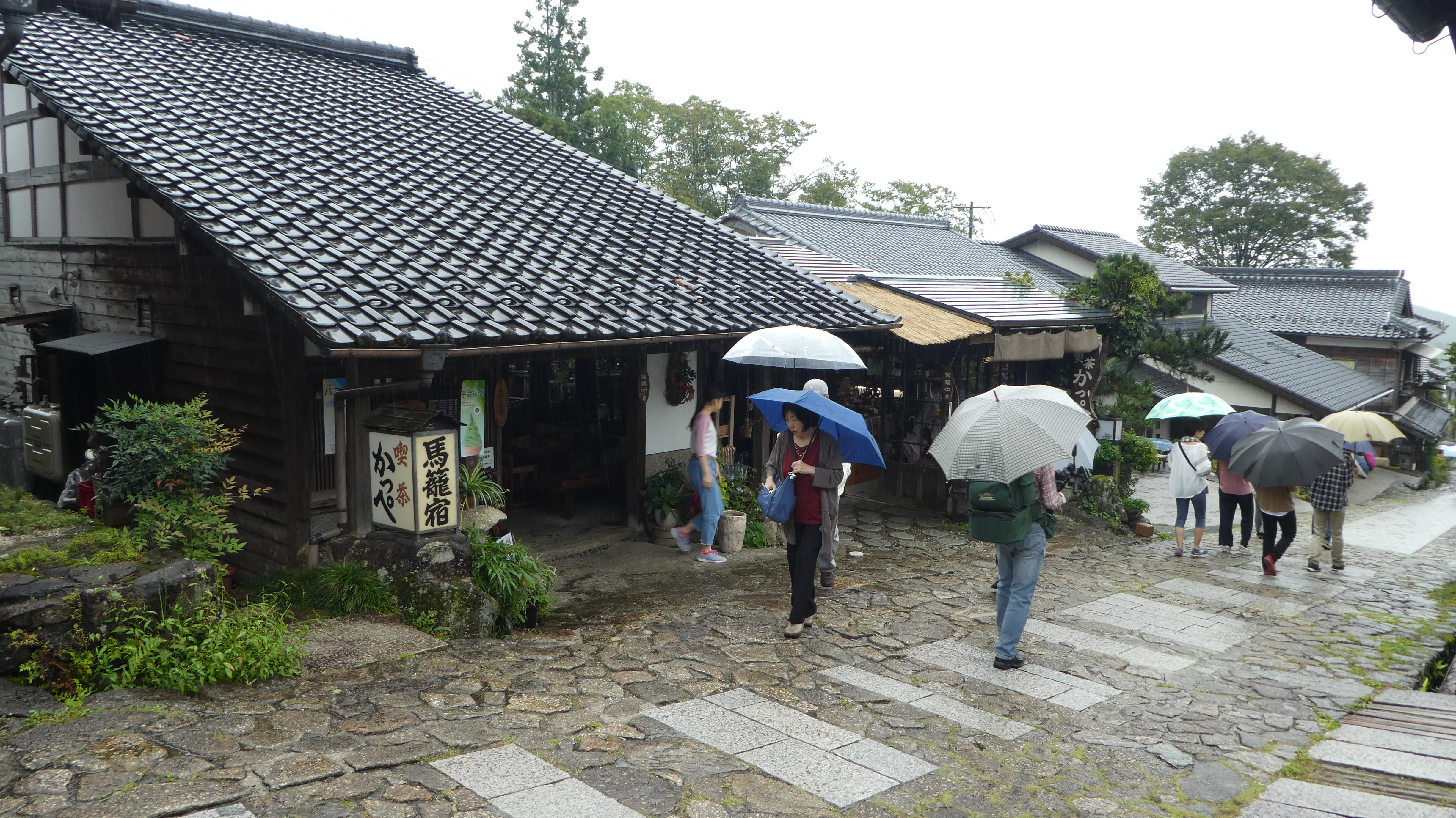
Magome, een plaatsje van de Nakasendo Trail

Eindhalte: Sanjō Ōhashi (三条大橋) (Kioto)

## De Nakasendō in de moderne tijd

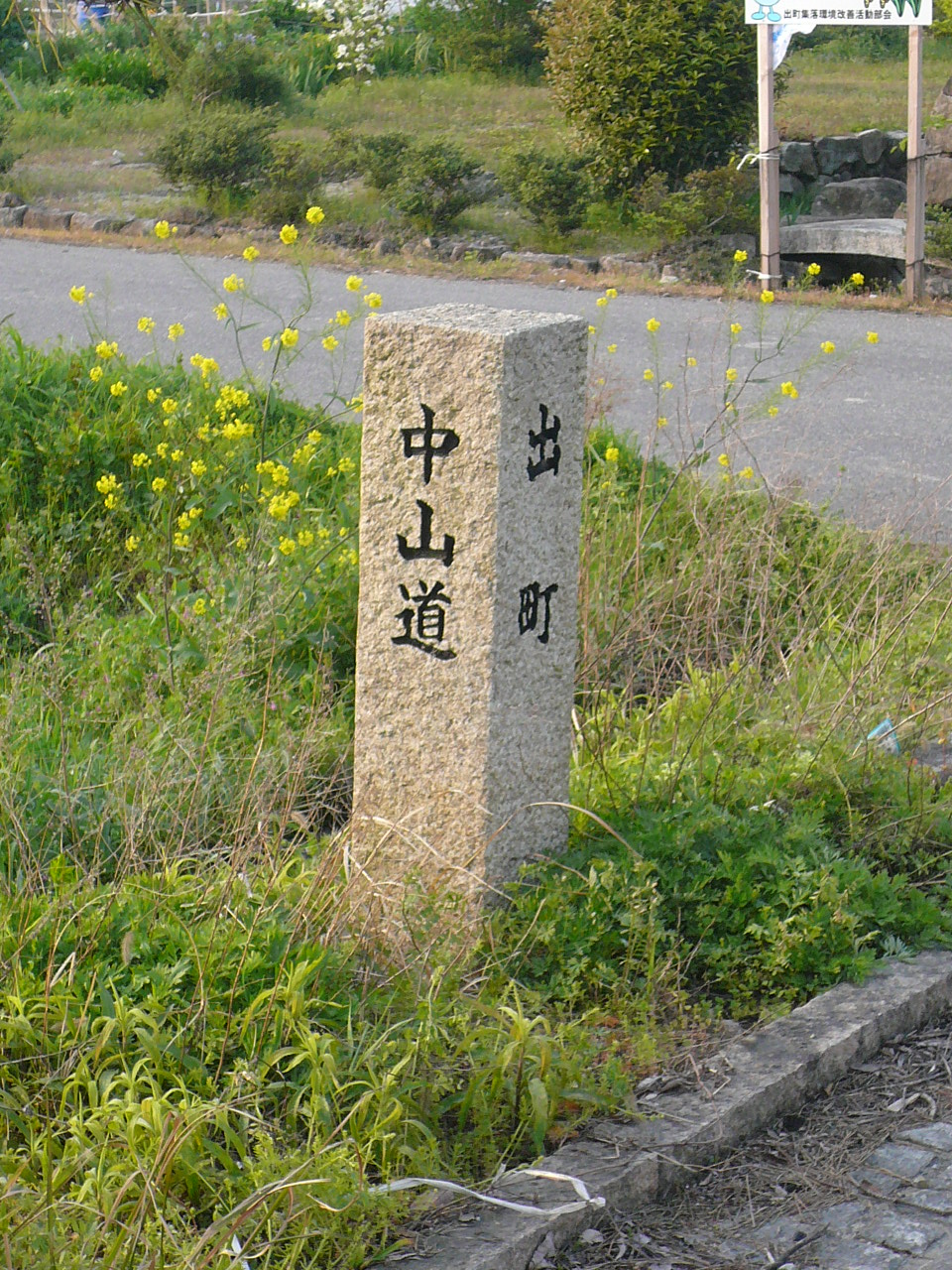
Een hedendaagse markering van de Nakasendō in de buurt van Musa-juku.

Ondanks de vele moderne ontwikkelingen langs de Nakasendō zijn er nog een aantal stukken in originele staat en zijn andere delen in de afgelopen decennia gerestaureerd. Het bekendste stuk ligt in de Kiso-vallei, tussen de Tsumago-juku in de prefectuur Nagano en de Magome-juku in de prefectuur Gifu. Dit gebied werd beroemd door de schrijver Shimazaki Tōson die aan het begin van de 20e eeuw in zijn historische roman Yoake Mae ("Voor de dageraad") de effecten van de Meiji-restauratie op de vallei beschreef. Langs dit acht km lange stuk Nakasendō kan nog goed te voet worden gereisd en bede juku zijn behouden en gerestaureerd.
De route van de Nakasendō wordt tegenwoordig ruwweg gevolgd door de volgende autowegen:
- Autoweg 17: van Tokio tot Takasaki (Gunma)
- Autoweg 18: Takasaki to Karuizawa (Nagano)
- Autoweg 142: Saku to Shimosuwa (Nagano)
- Autoweg 20: Shimosuwa to Shiojiri (Nagano)
- Autoweg 19: Shiojiri to Ena (Gifu)
- Autoweg 21: Mitake (Gifu Prefecture) to Maibara (Shiga)
- Autoweg 8: Maibara to Kusatsu (Shiga)
- Autoweg 1: Kusatsu to Kioto

Spoorwegen die de route van de Nakasendō volgen zijn de Takasaki-lijn, de Shinetsu-hoofdlijn, de Chūō-hoofdlijn, de Taita-lijn en de  Tōkaidō-hoofdlijn.